# Despenalización del adulterio en España
La despenalización del adulterio en España se refiere a la  modificación de la Ley 22/1978 de 26 de mayo, que implicó la derogación de los artículos 449 y 452 del Código Penal de 1944 relativos al adulterio y al amancebamiento, delitos que se castigaban hasta ese momento con penas de seis meses hasta seis años de cárcel.

## Antecedentes
Durante la Segunda República (1931-1939), el adulterio fue despenalizado como parte de un movimiento más amplio hacia reformas sociales progresistas que buscaban la modernización del país y la igualdad de género en la ley. Sin embargo, este avance fue revertido tras la victoria de los sublevados en la Guerra civil española, liderados por Francisco Franco. Con el establecimiento de la dictadura franquista, el adulterio no solo fue recriminalizado, sino que también se instituyeron leyes extremadamente discriminatorias y punitivas contra las mujeres.

Bajo el régimen de Franco, la moralidad social y las leyes españolas estaban profundamente influidas por los principios conservadores y católicos. El Código Penal de 1944 castigaba el adulterio con severidad, reflejando las normas de una sociedad patriarcal y religiosa. Según el artículo 449 del mencionado Código, el adulterio se definía de manera que discriminaba claramente por género: 
«Cometen adulterio la mujer casada que yace con varón que no sea su marido y el que yace con ella, sabiendo que es casada». 
Los hombres acusados de adulterio frecuentemente alegaban ignorancia de la situación marital de la mujer y, por lo tanto, solían librarse del castigo. En contraste, las mujeres no solo enfrentaban penas de prisión de seis meses a seis años, sino también sanciones económicas significativas. Además, hasta 1963, la ley permitía a un hombre matar a su esposa infiel sin ser condenado por ello, una clara muestra de la discriminación machista que prevalecía en la legislación.

## La lucha por la despenalización
La transición hacia la democracia tras la muerte de Franco en 1975 impulsó una revisión de numerosas leyes consideradas obsoletas o represivas. El adulterio y el amancebamiento fueron despenalizados el 26 de mayo de 1978, como parte de una actualización del Código Penal, buscando adaptar la legislación a una perspectiva más moderna y equitativa de las relaciones personales y los derechos individuales.

### El caso de Inmaculada Benito
Un caso significativo en la historia de la despenalización del adulterio fue el defendido por Gloria Labarta Bertol, una abogada feminista que jugó un papel crucial en la lucha por los derechos de las mujeres en España. Labarta fue la defensora de Inmaculada Benito, una de las últimas acusadas de adulterio en España y, cuya absolución, se convirtió en un caso emblemático de la injusticia del antiguo sistema penal.
Inmaculada Benito se casó embarazada en 1973. Unos años después, en 1975, se marchó de Zaragoza con un amigo para buscar trabajo y su hijo se quedó con la familia paterna. Al regresar, su marido impidió que viera a su hijo y poco después recibió la comunicación de que había sido denunciada por adulterio. En ese momento, el Código Penal castigaba el adulterio con sanciones económicas y condenas de entre 6 meses y 6 años de prisión menor. Benito visitó cuatro despachos de abogados que rechazaron defenderla hasta que acudió al Despacho Santiago en octubre de 1975. Labarta y sus compañeros examinaron la jurisprudencia y comprobaron que había numerosas sentencias en las que se había condenado a mujeres por estar unas horas en un cuarto encerradas con un hombre diferente a su marido. El equipo decidió que el caso de Inmaculada tenía que ser un juicio político, porque técnicamente, la iban a condenar, por lo que obtuvieron su permiso para emprender las acciones que fueran necesarias para conseguir su absolución.
La Asociación Democrática de Mujeres Aragonesas (ADMA), de la que formaba parte Labarta, una organización feminista activa en la época, lideró una campaña para defender a esta acusada, argumentando en contra de la discriminación y la penalización del comportamiento sexual femenino. La campaña de la ADMA y la defensa realizada por Labarta Bertol resaltaron las desigualdades de género inherentes en la ley y movilizaron la opinión pública hacia un cambio legislativo. En esos años, hubo más movilizaciones para defender a mujeres acusadas por sus maridos en toda España, hasta que se abolieron los delitos de adulterio y amancebamiento en la Ley 22/1978 de 26 de mayo en el Congreso de los Diputados.